# 자캅카스 민주연방공화국
자캅카스 민주연방공화국(러시아어: Закавказская демократическая Федеративная Республика 자캅카스스카야 데모크라티체스카야 페데라티브나야 레스푸블리카[*], 조지아어: ამიერკავკასიის დემოკრატიული ფედერაციული რესპუბლიკა 아미에르카브카시스 데모크라티울리 페데라츠 이울리 레스푸블리카, 아제르바이잔어: Zaqafqaziya Demokratik Federativ Respublikası 자가프가지야 데모크라티크 페데라티브 레스푸블리카스, 아르메니아어: Անդրկովկասյան Դեմոկրատական Ֆեդերատիվ Հանրապետություն 안드르코브카시얀 데모크라타칸 페데라티브 한라페투티윤)은 1918년 4월부터 5월까지 존재했던 나라로, 현재 캅카스 산맥 일대에 있던 커다란 연맹 국가였다. 1918년 5월 조지아, 아르메니아 제1공화국, 아제르바이잔 민주공화국으로 분리되면서 역사속으로 사라졌다.

## 역사
1918년 4월 9일에 자캅카스 연방 정부가 신설되고, 곧 러시아 제국으로부터의 독립을 선언하면서 이 나라가 탄생하였다. 이 때 니콜라이 츠헤이제에 의한 통치가 시작되었지만, 군대가 없었던 탓에 주변 국가들이 이 나라를 해체해야 한다고 주장했다.
결국 1개월 뒤, 조지아 민주 공화국, 아르메니아 민주 공화국, 아제르바이잔 민주 공화국으로 분할되면서 이 나라도 자연스레 소멸되었다.

## 같이 보기
- 자캅카스
- 자캅카스 소비에트 연방 사회주의 공화국